# Чубай Григорій Петрович
Грицько́ Чуба́й, повне ім'я Григо́рій Петрович Чуба́й (23 січня 1949, с. Березини — 16 травня 1982, Львів) — видатний український поет, перекладач, художник, мистецтвознавець. Один із лідерів українського літературно-мистецького андеграунду 1960-х 1970-х та 1980-х років, видавець самвидавного літературно-мистецького часопису «Скриня» (1971). Батько лідера гурту «Плач Єремії» Тараса Чубая та Соломії Чубай — авторки проєкту «Грицько Чубай. П'ятикнижжя» та «Колискові для Олекси».
Автор посмертно виданих поетичних книг «Говорити, мовчати і говорити знову» (1990), «Плач Єремії» (1999), «Скоромовка не для вовка» (2008) — збірка віршів для дітей, «П'ятикнижжя» (2013).

## Біографія
Народився 23 січня 1949 року у селі Березинах Козинського (нині Радивилівського) району Рівненської області, у селянській родині. Серед родичів були вояки УПА, українські активісти. Батько Петро Чубай, мати Марія Чубай. У давніші часи прізвище батькового роду було Гетьман. У дитинстві Грицько перечитав усе, що було в бібліотеках Березинів і Козина, із 15-річного віку збирав власну бібліотеку та платівки з класичною музикою. Навчався у трьох школах, зокрема і Козинській середній школі. Писати та читати Грицька у 4 роки навчила бабуся Мотрона, яка була цілителькою, повитухою. З 1965 року друкувався в районних газетах. Ще в школі за Грицьком Чубаєм слідкувало КДБ. У 15-річному віці вже викликало на допити за антирадянські вірші та висловлювання. 
У 1966 році вступив до Рівненського педагогічного Інституту, але його завалив ректор на іспиті з історії питанням про національну визвольну боротьбу через антикомуністичну відповідь Грицька. Згодом Грицько Чубай намагався поступати до Львівського державного університету імені Івана Франка. Якось стало відомо про його виступ біля пам'ятника Тарасові Шевченку в травні, у річницю перевезення праху Тараса з Петербурга до Канева, тому його не допустили до іспитів та відрахували з університету. Повернувся додому й працював учителем малювання та історії в селі Жабокрики на Рівненщині, потім у колгоспі художником.
У 1968 році в Рівному випустив у самвидаві свою першу поетичну збірку «Постать голосу», де було 25 віршів.
Десь тоді ж, у 1968-му, написав поему «Вертеп», антирадянську та антиімперську за сутністю.
Ранньою весною 1969 року переїхав жити до Львова вже сформованим поетом та перекладачем. Був поліглотом. Знав досконало німецьку, польську, білоруську, чеську, сербську та російську мови. Перекладав з іспанської.
Невдовзі став відомим у середовищі університетської молоді, де з великим успіхом зачитував поему «Вертеп» на студентських вечорах. У травні 1969 року через студента Львівського університету Олега Лишегу познайомився з учасницею університетського ансамблю пісні і танцю «Черемош» Галиною Савкою, яка навчалася разом із Лишегою на філологічному факультеті вишу. Одружився з нею попри застереження її батьків. 21 червня 1970 року в них народився син Тарас Чубай, а 16 жовтня 1979 року — донька Соломія.
У 1969 році написав поему «Відшукування причетного». Завдяки дядькові Івану Чубаю, який жив у Канаді, вірші й поеми Грицька звучали на хвилях Радіо Свобода та інших. У зв'язку з цим у травні-червні 1970 року Грицька «тягали» на допити в КДБ. Проводили вдома обшуки.
Грицьком як молодим талановитим поетом заопікувалося подружжя Калинців — Ігор та Ірина. Через них познайомився з самвидавною літературою, дисидентами — братами Горинями та В'ячеславом Чорноволом. У листопаді 1970 року разом із Калинцями їздив до Івано-Франківська на суд над Валентином Морозом.
Восени 1969 року зійшовся з братами Яворськими — Володимиром та Орестом, десь тоді ж зі студентами університету Віктором Морозовим, Олегом Лишегою та Романом Кісем, навесні 1970 року — зі студентом політехнічного інституту Миколою Рябчуком. Виникло неформальне середовище, яке збиралося переважно у підвалі Чубаєвого будинку на вул. Погулянка, 35. В їхньому колі захоплювалися модерністською поезією Еліота, Паунда, Аполлінера, Лорки — переважно у польських перекладах, музикою Чеслава Нємана. Серед українських поетів високо ставили Антонича, Свідзинського, раннього Тичину. Під впливом Чубая друзі теж почали писати поезію.
У колі творчої молоді він мав значний авторитет. За характером дуже добрий, стратегічний, амбітний, дотепний, веселий, тихий, скромний, дещо саркастичний. Юрій Винничук у своїх спогадах назвав Чубая «Гетьманом втраченого покоління».
У 1971 році Грицько Чубай підготував самвидавний літературно-мистецький часопис «Скриня», про що мріяв давно. 31 сторінку було видрукувано в кількох екземплярах на друкарській машинці. До часопису включено вірш Олега Лишеги «Віч-на-віч», вірші «Хлопчик», «Бойківська зима» Романа Кіся, «Коли сенс виллється з існування» Віктора Морозова, «На пелюстці зеленого берега» Катерини Морозів (Морозової), цикл віршів Василя Гайдучка, поему «Марія» самого Грицька Чубая, оповідання Миколи Рябчука «Неси свій німб», переклад Г. Чубая п'єси Тадеуша Ружевича «Кумедний старигань», есе Олега Лишеги «Лицар» (огляд робіт скульптора Ореста Яворського), правильник «Квестіонар» Романа Кіся. Після виходу 1-го номера «Скрині» планував готувати друге число.
Після Різдва 1972 року до Львова, по дорозі з Моршина, де перебував на лікуванні, прибув Василь Стус. Він зустрічався з місцевими дисидентами, серед яких був і Чубай. Збереглися правки, внесені рукою Стуса до оригіналу збірки Г. Чубая «Постать голосу», яку згодом долучили до кримінальної справи Стуса.
12 січня 1972 року було заарештовано Ірину Калинець. У всіх було проведено обшуки. У Чубая знайшли книжку Дмитра Донцова, і його 3 дні протримали у слідчому ізоляторі КДБ. 15 січня 1972 року Грицька відпустили. На суді над Іриною Калинець у липні 1972 року він погодився виступати свідком, заявляв про незгоду з естетичними вподобаннями в поезії Ігоря Калинця. Цього вистачило, аби в інтелігентських колах поета піддали остракізму. Грицько важко переживав усе це. Їхній гурток розпався, студентів повиганяли з вишів, Лишегу та братів Яворських забрали до війська, Рябчук пішов працювати на залізницю в Карпати, Роман Кісь подався в етнографічну експедицію на Чукотку.
Надалі Чубай працював монтажником сцени в театрі імені Марії Заньковецької, вантажником, художником-оформлювачем на ізоляторному заводі, певний час на будовах у Сибіру. Через переслідування КДБ Грицько Чубай не міг довго затримуватися на будь-яких роботах, іноді доводилося розвантажувати вночі вагони, працювати на овочевій базі вантажником, підпільно працювати на меблевій фабриці, розмальовувати плакати, щоб хоч якось забезпечити сім'ю.

Незважаючи на все, у 1975 році, після 5-річної перерви, написав поему «Говорити, мовчати і говорити знову».
Був знайомий із представниками львівського російськомовного літературного середовища, зокрема, з Андрієм Плаховим та Сергієм Фрухтом, майбутнім директором львівського видавництва «Центр Європи». Вони порадили Чубаєві вступати до Літературного інституту імені Горького в Москві, куди він і вступив у 1978 році, блискуче склавши іспити. Навчався в семінарі Анатолія Жигуліна, який назвав його найсильнішим на своєму потоці.
Проте, навчаючись на четвертому курсі інституту, через хворобу нирок 16 травня 1982 року Григорій Чубай помер у віці 33 років. Його було поховано на Сихівському цвинтарі. За клопотаннями родини та Львівської організації Спілки письменників України Львівська міська рада дозволила у грудні 1995 року перепоховати тлінні рештки поета на 11 полі Личаківського цвинтаря. 15 вересня 2007 року на могилі поета було встановлено пам'ятник (того ж дня у Львові відбувся «Вечір пам'яті Грицька Чубая»).
Тільки посмертно його прийняли до Спілки письменників України, і тільки тоді радянська влада дозволила друкувати його вірші та поеми, переклади іспанських, чеських та польських поетів. У 1990 році вийшла його книжка «Говорити, мовчати та говорити знову», перекладена польською та іспанською мовами, а в 1999 році — «Плач Єремії».
2008 року, донька поета Соломія Чубай, видала збірку дитячих віршів Григорія Чубая, які до цього видавалися лише самвидавівськими зшитками, «Скоромовка не для вовка».
14 вересня 2013 року на Львівському Форумі видавців донька поета Соломія Чубай створила проєкт Грицько Чубай «П'ятикнижжя» та спільно з «Видавництво Старого Лева» видали збірку віршів Чубая «П'ятикнижжя», створену на основі «П'ятикнижжя», написаного самим Григорієм, і доповненого фотографіями з родинного архіву Чубаїв та листами Григорія Чубая до Олега Лишеги 5 вересня 2013 року в тюрмі на Лонського, Соломією Чубай було відкрито мультимедійну дисидентську кімнату імені Грицька Чубая. 
14 вересня 2014 року у Львові, донька поета Грицька Чубая — Соломія Чубай, запрезентувала прем'єру повнометражного документального фільму, режисером котрого Олександра Фразе-Фразенка «Чубай». На жаль, режисер цього фільму негідно повівся з архівами родини Чубаїв та змонтував фільм згідно з власним баченням, і донька поета Соломія Чубай припинила співпрацю з Олександром.
У 2019 — донька поета — Соломія Чубай, створила проєкт присвячений батькові та видала альбом POETY. Чубай.Україна. Любов до 70-ліття поета.
У 2019 році донька поета Соломія та режисер Михайло Крупієвський почали роботу над великим фільмом про Грицька Чубая
У  2021 році відбулася прем'єра фільму "Чубай. Говорити знову". Режисер — Михайло Крупієвський, автор ідеї та менеджер — Соломія Чубай, композитор — Тарас Чубай
У 2021 році Соломія Чубай видала проєкт із симфонічним оркестром присвячений батькові Грицьку Чубаю: «POETY. Діалог поколінь»/

## Твори
Усі поетичні книги автора вийшли посмертно.
- Грицько Чубай. «Говорити, мовчати і говорити знову» (1990, Київ: Молодь)[10], 8 тис. пр., м. п., А5, передмова Рябчука Миколи 3—5 с., іл. Бариби В. І., зміст 140—143 с.
- Грицько Чубай. «Плач Єремії» (1999; 2001, Львів: Кальварія)[11].
- Грицько Чубай. «П'ятикнижжя» (2013; 2015, Львів: ВСЛ)[12].

## Вшанування пам'яті
Вулиця Григорія Чубая  є в місті Радивилів Рівненської області.
У Рівному найменували нову вулицю Проєктну (у районі вулиць Кулика і Гудачека та Назара Небожинського) вулицею Грицька Чубая.
У Львові у 2022 році вул. акад. Павлова у Личаківському районі перейменували на вулицю Грицька Чубая. Ця вулиця сполучає вулиці Кониського та вул. Тершаківців і є паралельною до вул. Пекарської. 